# Edmund Leach
Edmund Ronald Leach, född den 7 november 1910 i Sidmouth, Devon, England, död den 6 januari 1989 i Cambridge, var en brittisk socialantropolog.

## Biografi
Leach var son till ägaren av en sockerplantage i norra Argentina. Han utbildades på Marlborough och Clare College i Cambridge, där han avlade examen i teknik 1932.
Efter att ha lämnat Cambridge University 1933, arbetade Leach fyra år för företaget Butterfield and Swire i Kina. På vägen hem efter kontraktstidens slut stannade han och tillbringade en tid bland Yami, ett Tao-folk på Botel Tobago, en ö utanför Formosas kust. Här samlade han etnografiska anteckningar och gjorde teckningar av Yami.
Tillbaka i London presenterade Raymond Firth honom för Bronisław Malinowski. År 1939 skulle han studera Kachin Hills i Burma, men andra världskriget kom emellan. Leach anslöt sig då Burmas armé, där han uppnådde majors grad.
År 1940 gifte sig Leach med Celia Joyce som var målare och även hade publicerat två romaner. Efter att han lämnade armén 1946, blev han lektor i socialantropologi vid London School of Economics och avlade 1947 där en doktorsexamen i antropologi. År 1953 blev han lektor vid universitetet i Cambridge, senare befordrad till föreläsare, och kunde 1972 ta emot en personlig professur. Han valdes till rektor för Kings College 1966 och gick i pension 1979.
Mellan åren 1970 och 1972 var han ordförande i Storbritanniens humanistiska förbund, British Humanist Association.

## Författarskap
Edmund Leachs första bok var Political System of Highland Burma (1954) som utmanade teorierna om samhällsstruktur och kulturella förändringar. Hans andra arbete var Pul Eliya, a Village in Ceylon (1961), där han riktade sin uppmärksamhet mot teorier om släktskap som ideala system. Leach tillämpade sin kunskap om släktskap till stöd för sin oenighet med den franske strukturalisten Claude Lévi-Strauss. Hans bok om Lévi-Strauss har översatts till sex språk och getts ut i tre upplagor och har ofta åberopats av andra författare.